# Gurendes-Quejo
Gurendes-Quejo en espagnol ou Gurendes en basque est une commune ou une contrée appartenant à la municipalité de Valdegovía dans la province d'Alava, située dans la Communauté autonome basque en Espagne.